# Recques-sur-Course
Recques-sur-Course – miejscowość i gmina we Francji, w regionie Hauts-de-France, w departamencie Pas-de-Calais.
Według danych na rok 1990 gminę zamieszkiwało 267 osób, a gęstość zaludnienia wynosiła 55 osób/km² (wśród 1549 gmin regionu Nord-Pas-de-Calais Recques-sur-Course plasuje się na 955. miejscu pod względem liczby ludności, natomiast pod względem powierzchni na miejscu 692.).